# Johann Nepomuk Zapf
Johann Nepomuk Zapf   (Mondsee, 2 de febrer de 1760 - Wieden, 2 de març de 1831), fou un compositor austríac.
Fill d'un barreter, va perdre el pare a una edat primerenca i va romandre sota la cura de la seva mare fins que ella, completament empobrida pel foc de Mondsee el 1770, va enviar el fill a Reichenhall a un familiar on se suposava que havia d'aprendre el negoci del balneari. Però el noi no va mostrar el més mínim desig d'això. Va tornar a Mondsee i va fer aprenent al Thurnermeister local, on pràcticament va aprendre a tocar algunes danses al violí, mentre els viatgers li donaven instruccions sobre diversos instruments de vent, que posteriorment van ser molt útils. També va trobar l'oportunitat de tocar piano amb l'organista a casa del qual vivia. Però quan va escoltar algunes peces de Tonstücke de Hasse, Graun, Haendel, Bach i diverses simfonies de Haydn a la ploma benedictina, es va adonar de la naturalesa i la importància de l'art musical i es va adonar que havia de començar ara, aprendre, tot i que ja aleshores ja coneixia la composició de danses com minuets, marxes, trios, etc. Equipat amb alguns coneixements pràctics de la música, va fer una caminada als 18 anys, tocant aquí i allà pel salari ordinari fins que va arribar a Stockerau el 1780, on un clergue es va ocupar del jove músic i li va donar algunes lliçons, inclòs de llatí.
El 1784 va anar a Viena, va rebre un lloc com a mestre de la cort, on es trobava bé en tots els aspectes i educava els altres, educant-se a si mateix. Però quan la família on ensenyava ho va perdre tot, es va quedar sense mitjà de vida. Això va passar el 1789. Després, Zapf es va dirigir al mestre de gimnàstica de la ciutat i director de teatre Glöggl a Linz, on va trobar feina al piano amb l'òpera. Durant dos anys va aprendre a acompanyar totes les òperes a partir de la partitura. D'aquesta manera va enriquir les seves pròpies idees, va guanyar versatilitat musical i es va atrevir a compondre ell mateix una òpera. Quan els va ensenyar al famós Stadler i li va fer entendre que li faltava tots els coneixements sobre la profunditat, de seguida va començar a estudiar els millors contrapuntistes i va penetrar en l'obra de Kirnberger, Albrechtsberger, Koch i altres mestres del contrapunt. Instruït d'aquesta manera, va escriure una segona òpera, Die Geisterseherin, basada en un text de Richter, que, tot i el text fallit, va agradar generalment. Ara, un membre del teatre Linz, anomenat Braun, va editar un text de "Mil i una nits", titulat Schecheristani. Aquesta òpera també va ser molt popular, però el foc que va afectar Linz també va tocar el teatre, de manera que Zapf va respondre a una trucada de Brno com a capellmeister de l'escenari. La cantata "La violència de la música" interpretada per a la mateixa, escrita amb importants forces musicals, va gaudir d'un gran reconeixement, així com l'òpera esmentada, que també havia interpretat. Però aquests èxits individuals, en funció de l'estat d'ànim del públic, no li van assegurar la seva subsistència per a ell i la seva família, de manera que va anar a Viena el 1806 i va viure allà amb classes de música, activitat en què encara estava el 1820. Les seves composicions, que estan parcialment impreses, però en part resten manuscrits, segueixen aquí.

## Visió general de les composicions impreses i manuscrites de J. N. Zapf
- "Variacions per al Pianoforte en D #".
- "Variacions per al pianoforte en mi bemoll" sobre la coneguda cançó: "Delighted by you" (1801).
- "Variacions per al Pianoforte en D #" al Galopade ".
- "Sonata núm. 1 per al pianoforte en Re #".
- "Sonata [180] núm. 2 per al piano en mi bemoll".
- "Sonata per a pianoforte amb acompanyament de violí i violoncel en sol".
- "Sonata per a Pianoforte en Si bemoll".
- "Sonata per a Pianoforte en Fa".
- "Esbossos per al piano amb l'acompanyament d'un violí i violoncel", 1a, 2a, 3a part (1802).
- "Serenata per al pianoforte amb acompanyament de violí i violoncel a Eb".
- "Grande sonate pathétique et périodique for the pianoforte".
- "Variacions sobre la marxa del drama amb cant: Der rothe Thurm a Viena, per al violí".
- "Variacions de la família suïssa".
- "Variacions per a dues flautes"; les composicions esmentades han estat publicades per Eder a Viena.

- "Quin de nosaltres s'assenta millor? Quartet per a dos tenors i dos baixos per cantar.
- "La gran tempesta a Viena 1807", una història musical contemporània per al pianoforte "(Viena a Cappi).
- "La disputa, una escena matrimonial en 8 variacions característiques per al piano" (Vienna bei Cappi)
- "La batalla de Moskva, pel Pianoforte" (ibid.).
- "L'any 1813, una descripció musical dels esdeveniments d'aquest any, per al pianoforte. 1a i 2a divisions" (ibid.).
- "Variacions del menú de Don Juan", per al pianoforte" (Gratz, Trötscher).
- "The Zapfenstreich, amb dos trios per a pianoforte” (ibid.).

composicions, manuscrites
- El vident fantasma. Òpera, representada a Linz;
- Schecheristani. Òpera, representada a Linz, Nuremberg, Anspach, Bayreuth, Brno.
- L'homenatge. Òpera, representada a Gratz.
- Heinz von Stein. Òpera, en nom del director Hensler a Viena
- El fantasma del manyà. Òpera.
- "Gran cantata:" La violència de la música "interpretada per l'Associació de Música de Brno.
- "Grande Symphonie in D #";
- "Concert per a violí".
- "3 quartets per a dos violins, viola, violoncel".
- "Peces d'harmonia per a instruments de vent".
- "Redoute-Deutsche für Linz", sis anys del 1794 al 1800.
- "Missa solennis en Do", interpretada a l'església del tribunal pares Agustins de Viena.
- "Missa solennis in E", representada en el mateix lloc que l'anterior.

Nota
- Gerber (Ernst Ludw.). Nou lèxic històric-biogràfic del Tonkünstler a. s. w. (Leipzig 1814. Kühnel, gr. 8 °.) Vol. IV, Sp. 628 [només enumera algunes de les seves composicions; Gaßner,[1] Bernsdorf-Schladebach, Riemann, Bremer no el coneixen].